# Chicken Run
Chicken Run (titulada Pollitos en fuga en Hispanoamérica, y Chicken Run: Evasión en la granja en España) es una película británica-estadounidense de comedia y animación en stop motion del año 2000 hecha por los estudios Aardman Animations (mismo estudio productor de Wallace y Gromit) y dirigida por Peter Lord y Nick Park. Fue el primer largometraje de Aardman Animations y la primera producida en asociación con DreamWorks Animation, que cofinanció y distribuyó la película. Ambientada en Yorkshire, Inglaterra en 1954, la película narra las aventuras de un grupo de gallinas en su eterno intento por escapar de una granja, hasta que dentro de sus camino encuentran con un torpe gallo llamado Rocky que les promete ayudarlas a escapar.
La película concluyó su recaudación de taquilla global con un aproximado de 224 millones de dólares, convirtiéndola en la película de stop motion más taquillera del género. Una secuela fue oficialmente confirmada en 2018 con el guionista de la predecesora Karey Kirkpatrick y Peter Lord regresando para el proyecto. Su estreno fue el 15 de diciembre de 2023 en Netflix.

## Argumento
En 1954, Yorkshire, Inglaterra, en una granja similar al campo de concentración de Auschwitz, un grupo de gallinas lideradas por Ginger, una gallina intrépida, valiente y decidida, se esfuerza por escapar de allí, en especial de sus dueños, los Tweedy: una pareja de granjeros gruñones de mediana edad que se mantienen en el negocio de venta y distribución de huevos, y que asesinan y consumen a las gallinas que son ineficientes para su negocio. Solo Ginger parece ser la única dispuesta a desafiarlos, y a menudo es quien organiza los planes de escape. Lamentablemente, los planes siempre fracasan o son descubiertos a tiempo por el Sr. Tweedy, quien —para castigar el acto— encierra a Ginger en un basurero para hacerla pasar un confinamiento solitario y llega a descubrir que las gallinas se organizan, aunque su esposa no le cree y lo considera un chiflado. 
Después del fracaso de su último intento y de la muerte de una compañera más, Ginger cae en la desesperación, ya que hasta sus amigas Babs, Mac y Bunty llegan a dudar de la posibilidad de escapar. Además, las ratas ayudantes Nick y Fetcher se niegan a seguir ayudando a las gallinas porque no han recibido su paga de huevos a cambio de sus servicios. Sola y devastada en un estado de tristeza, Ginger formula un deseo: «Que el cielo nos ayude». Acto seguido, de las alturas cae un gallo volador. Al mismo tiempo una frustrada y molesta Sra. Tweedy se cansa de permanecer en una situación económica baja y se inspira en el artículo de una revista para empezar un nuevo negocio.
En el interior de un gallinero, el gallo despierta asustado y alterado, además de descubrir que se lastimó su ala al realizar el duro aterrizaje. Una emocionada Ginger le pregunta al gallo si puede volar, cosa que afirma y acaba presentándose con el nombre de Rocky, dejando impresionadas a todas las gallinas, menos al anciano Fowler, el único gallo de la granja. Inspirada por la aparición del gallo volador, Ginger llega a la conclusión de que escaparán de la granja volando. Rocky no se ve contento de escuchar la noticia, e intenta escapar de la granja; Ginger le suplica quedarse, pero el gallo no la escucha hasta que un camión del circo se estaciona en la granja. Ginger se da cuenta de que Rocky es del circo, y chantajeándolo los dos establecen un trato: si Rocky les enseña a volar, Ginger lo esconderá de los Tweedy hasta que su ala se recupere.
Emocionadas por estar a un paso de su libertad, las gallinas obedecen en todo a Rocky, pero el gallo solo las pone a hacer ejercicios y entrenamientos agotadores que no las ayudan en nada y parece estar más decidido a divertirse y relajarse. Esta actitud hace que Ginger desarrolle un resentimiento hacia el gallo. Después de la realización de un conteo en la que Babs no fue asesinada por los granjeros a pesar de que dejó de poner huevos, Ginger une todas las actividades sospechosas de los Tweedy como la llegada de cajas extrañas y el alimento duplicado, llegando a una sola conclusión: los granjeros están planeando asesinar a todas las gallinas de la granja.
La noticia conmociona a todas, y Rocky trata de compensarlo organizando una fiesta con ayuda de Nick y Fetcher. En medio de la celebración, Rocky sana de sus heridas por completo, trata de decirle algo a Ginger, pero los dos son interrumpidos por extraños ruidos provenientes de la casa de los Tweedy. Dentro de la casa, la Sra. Tweedy le explica a su esposo que ya no está dispuesta a ser pobre de nuevo, y revela que su plan es meterse en la industria de los pasteles de pollo con ayuda de su máquina programada para dicha tarea. El Sr. Tweedy decide probar la máquina con Ginger, la gallina que más problemas le ha causado y se lleva a la gallina. No obstante, Rocky se entera de lo sucedido y rescata a Ginger de la máquina, en donde juntos logran averiarla desde el interior. Ginger les da la noticia a sus compañeras, pero logra apaciguarlas al revelarles que Rocky está recuperado y que, por lo tanto, podrá demostrarles cómo volar al día siguiente. Rocky es visto como un héroe por todas la gallinas, incluso Fowler se disculpa con el gallo. Esa misma noche, Rocky trata de decirle nuevamente algo a Ginger, pero guarda silencio después de que la gallina le muestra su agradecimiento al confesarle su sueño de vivir libremente junto con sus amigas.
Al día siguiente, Ginger prepara a todas la gallinas para la demostración, pero las cosas toman un giro trágico cuando una devastada Ginger llega con un pedazo faltante del cartel de Rocky que muestra al gallo siendo impulsado por un cañón, revelando que nunca fue capaz de volar; como resultado el gallo escapa de la granja y Ginger se resigna a su terrible suerte. Dolidas por el engaño, las gallinas comienzan a rozar la locura al volcarse unas con otras, pero son detenidas por Ginger, que se muestra interesada por el pasado de Fowler. El orgulloso gallo les narra que en sus tiempos estuvo en la Real Fuerza Aérea. Con dichas narraciones, Ginger se inspira para un nuevo plan de escape: construir un avión. Sin nada que perder y decididas a vencer o caer en el intento, las gallinas trabajan por primera vez en equipo, y pagando con huevos por los materiales requeridos a las ratas Nick y Fetcher, las gallinas se llenan de una nueva esperanza. Sin embargo, el Sr. Tweedy logra reparar la máquina y, siguiendo las órdenes de su ambiciosa esposa, el granjero se prepara para barrer con todas las gallinas, descubriéndolas en la construcción del avión. Sin poder contenerse, Ginger y sus seguidoras atacan al Sr. Tweedy y preparan el avión para su escape el cual tendrá lugar inmediatamente. Ya terminado el avión, Ginger le da la orden de salida a Fowler, pero de repente Fowler aparece en un asiento de pasajero en vez del de piloto, y le revela a Ginger y a las demás gallinas que él no era piloto de la RAF, sino una mascota. Sin embargo, Ginger le recuerda su época de oro y logra convencerlo, y Fowler acepta ser el piloto.
Por intervención de ambos granjeros el despegue sale mal, pero cuando todo parecía perdido, Rocky reaparece salvando a Ginger de la Sra. Tweedy pues vio un anuncio de pasteles de pollo y consigue elevar el avión en el cielo. Rocky y Ginger alcanzan el avión gracias a unas luces navideñas atoradas en el avión. Desafortunadamente la Sra. Tweedy también intenta abordar el avión de la misma manera que los pollos, y como consecuencia su peso comienza a hacer que el avión se caiga ya que la potencia que imprimen las gallinas con la tracción a pedales no es suficiente. Ginger decide cortar las luces para liberar el avión, pero entre el frenesí cae directamente hacia la Sra. Tweedy, quien aparentemente la decapita, pero es Ginger la vencedora al demostrarle que lo que cortó fue el cable que la unía al avión. La Sra. Tweedy aterriza en la válvula de emergencia de la máquina, lo que ocasiona que explote. El Sr. Tweedy —con cierto sarcasmo— le reclama a su esposa el no haberlo escuchado, y las puertas de la casa aplastan a la mujer (qué en realidad ha sido el Sr. Tweedy quién empujó las puertas, debido a qué ya estaba harto de las regañinas de su mujer).
Ya a salvo y en las alturas, Ginger besa a Rocky. Unos cuantos días después se revela que los pollos viven en un santuario para aves e incluso han tenido pollitos los cuales son educados por Fowler y Mac. Mientras tanto las ratas Nick y Fetcher comienzan a discutir de la teoría de El huevo o la gallina hasta que acaban confundiéndose. A finales de los créditos, se ve el escándalo que producen en medio de su tema de controversia, lo que hace que Rocky intervenga pidiéndoles silencio. Cosa que las ratas hacen, aunque acaban insultándolo en silencio, proclamándose ser las estrellas de la película.

## Reparto
- Julia Sawalha como Ginger Rhodes, una gallina que está decidida a salvar a sus compañeros pollos de su inminente perdición en la granja de los Tweedys. Suele ser ella la que tiene ideas y, en general, es más inteligente que los demás pollos.
- Mel Gibson como Rocky Rhodes, un gallo de circo estadounidense relajado que aterriza en la granja y enseña a los pollos a volar a petición de Ginger.
- Miranda Richardson como Melisha Tweedy, una mujer codiciosa y cascarrabias que decide convertir su granja en una fábrica de pastel de pollo únicamente por razones monetarias.
- Tony Haygarth como Willard Tweedy, El esposo de Melisha Tweedy. Es cruel con las gallinas y, a pesar de su falta de inteligencia, sospecha más que su esposa de sus planes de escape, identificando correctamente a Ginger como su líder.
- Benjamin Whitrow como Fowler, un gallo anciano luchador que parlotea regularmente sobre sus experiencias en la Fuerza Aérea Real.
- Timothy Spall como Nick, una rata cínica y corpulenta que contrabandea el contrabando en el recinto.
- Phil Daniels como Fetcher, una rata que es la pareja delgada y torpe de Nick.
- Jane Horrocks como Babs, el más gordo de los pollos. Es una gallina robusta con una inocencia tonta y un amor por tejer.
- Imelda Staunton como Bunty, la campeona ponedora de huevos y cínica grupal que es la más escéptica de los planes de escape de Ginger.
- Lynn Ferguson como Mac, la asistente genio escocesa de Ginger.

## Doblaje
| Personajes       | Actores originales Estados Unidos, Reino Unido | Actores de doblaje España | Actores de doblaje México |
| ---------------- | ---------------------------------------------- | ------------------------- | ------------------------- |
| Ginger           | Julia Sawalha                                  | Olga Cano                 | Carola Vázquez            |
| Rocky Rhodes     | Mel Gibson                                     | Ramón Langa               | Humberto Solórzano        |
| Fowler           | Benjamin Whitrow                               | Claudio Rodríguez         | Francisco Colmenero       |
| Bunty            | Imelda Staunton                                | Yolanda Pérez Segoviano   | Magda Giner               |
| Babs             | Jane Horrocks                                  | Begoña Hernando           | Ángela Villanueva         |
| Mac              | Lynn Ferguson                                  | Carolina Montijano        | Fernanda Tapia            |
| Nick             | Timothy Spall                                  | Guillermo Fesser          | Jesse Conde               |
| Fetcher          | Phil Daniels                                   | Juan Luis Cano            | Beto Castillo             |
| Hombre del Circo | John Sharian                                   |                           | Hermán López              |
| Melisha Tweedy   | Miranda Richardson                             | Amparo Soto               | Liza Willert              |
| Willard Tweedy   | Tony Haygarth                                  | Eduardo Moreno            | Alejandro Villeli         |

## Estrenos
Chicken Run fue el primer largometraje lanzado por Aardman Animations junto con DreamWorks Animation, que se encargó de la distribución de la película a nivel internacional antes del fin de la asociación entre ambas empresas con el lanzamiento de la película Flushed Away. 
| País                   | Estreno                            |
| ---------------------- | ---------------------------------- |
| Estados Unidos         | Viernes, 23 de junio de 2000       |
| Reino Unido            | Viernes, 30 de junio de 2000       |
| Irlanda                | Viernes, 30 de junio de 2000       |
| Alemania               | Jueves, 10 de agosto de 2000       |
| Austria                | Viernes, 11 de agosto de 2000      |
| Hungría                | Jueves, 17 de agosto de 2000       |
| España                 | Viernes, 18 de agosto de 2000      |
| Suecia                 | Viernes, 18 de agosto de 2000      |
| República Checa        | Jueves, 24 de agosto de 2000       |
| Eslovaquia             | Jueves, 24 de agosto de 2000       |
| Noruega                | Viernes, 25 de agosto de 2000      |
| Finlandia              | Viernes, 8 de septiembre de 2000   |
| Países Bajos           | Jueves, 14 de septiembre de 2000   |
| Rumania                | Viernes, 22 de septiembre de 2000  |
| Hong Kong              | Jueves, 28 de septiembre de 2000   |
| Emiratos Árabes Unidos | Miércoles, 11 de octubre de 2000   |
| Israel                 | Jueves, 12 de octubre de 2000      |
| Dinamarca              | Viernes, 13 de octubre de 2000     |
| Eslovenia              | Jueves, 19 de octubre de 2000      |
| Islandia               | Viernes, 20 de octubre de 2000     |
| Polonia                | Viernes, 20 de octubre de 2000     |
| Filipinas              | Miércoles, 25 de octubre de 2000   |
| Croacia                | Jueves, 26 de octubre de 2000      |
| Panamá                 | Jueves, 2 de noviembre de 2000     |
| Colombia               | Viernes, 3 de noviembre de 2000    |
| Taiwán                 | Sábado, 4 de noviembre de 2000     |
| Líbano                 | Jueves, 9 de noviembre de 2000     |
| Malasia                | Jueves, 16 de noviembre de 2000    |
| Singapur               | Jueves, 16 de noviembre de 2000    |
| Turquía                | Viernes, 1 de diciembre de 2000    |
| Indonesia              | Miércoles, 6 de diciembre de 2000  |
| Australia              | Jueves, 7 de diciembre de 2000     |
| Nueva Zelanda          | Jueves, 7 de diciembre de 2000     |
| República Dominicana   | Jueves, 7 de diciembre de 2000     |
| Sudáfrica              | Viernes, 8 de diciembre de 2000    |
| Uruguay                | Viernes, 8 de diciembre de 2000    |
| Bélgica                | Miércoles, 13 de diciembre de 2000 |
| Francia                | Miércoles, 13 de diciembre de 2000 |
| Suiza                  | Miércoles, 13 de diciembre de 2000 |
| Italia                 | Viernes, 15 de diciembre de 2000   |
| Corea del Sur          | Sábado, 16 de diciembre de 2000    |
| Venezuela              | Miércoles, 20 de diciembre de 2000 |
| Argentina              | Jueves, 21 de diciembre de 2000    |
| Chile                  | Jueves, 21 de diciembre de 2000    |
| Perú                   | Jueves, 21 de diciembre de 2000    |
| Brasil                 | Viernes, 22 de diciembre de 2000   |
| Ecuador                | Viernes, 22 de diciembre de 2000   |
| México                 | Viernes, 22 de diciembre de 2000   |
| Bulgaria               | Viernes, 29 de diciembre de 2000   |
| Grecia                 | Viernes, 26 de enero de 2001       |
| Estonia                | Viernes, 9 de marzo de 2001        |
| Kazajistán             | Martes, 20 de marzo de 2001        |
| Rusia                  | Jueves, 22 de marzo de 2001        |
| Ucrania                | Jueves, 22 de marzo de 2001        |
| Japón                  | Sábado, 14 de abril de 2001        |
| India                  | Viernes, 28 de diciembre de 2001   |

## Recepción

### Respuesta de la crítica
En el sitio recopilador de críticas Rotten Tomatoes, se reporta un 97 % de aprobación y con una calificación general de 8.1/10 basado en 171 reseñas. El consenso resume lo siguiente: «Chicken Run tiene todo el encanto de Wallace & Gromit de Nick Park, y algo para todo. Las actuaciones de voz son fabulosas, el humor es brillante, y las secuencias de acciones son espectaculares». La película sostiene un porcentaje de aprobación de 88 basado en 34 reseñas en Metacritic, como indicador de «aclamación universal».
Las audiencias han calificado a la película a través de CinemaScore con una A- en una escala de la A a la F.
Roger Ebert de Chicago Sun-Times le dio tres estrellas y media de cuatro, redactando: «De verdad es un asunto de vida o muerte para las gallinas escapar de la granja de gallinas de los Tweedy en Chicken Run, una mágica nueva película que no se parece o suena a algo igual. Al igual que la totalmente diferente Babe, esta es una película que usa animales como ejemplos de nuestras esperanzas y temores, y mientras las gallinas fracasan en sus esfuerzos de escape uno tras otro, el encanto de la película nos cautiva».
Chicken Run destacó por su representación del feminismo, la revolución el marxismo y el vegetarianismo.

## Premios y nominaciones
Globo de Oro
| Año  | Categoría                          | Nominado               | Resultado |
| ---- | ---------------------------------- | ---------------------- | --------- |
| 2001 | Mejor película - Comedia o musical | Nick Park y Peter Lord | Nominado  |

Premios BAFTA
| Año  | Categoría                | Nominado               | Resultado |
| ---- | ------------------------ | ---------------------- | --------- |
| 2001 | Mejor Película Británica | Nick Park y Peter Lord | Nominado  |
| 2001 | Mejor Efectos Visuales   | Nick Park y Peter Lord | Nominado  |

Premios Annie
| Año  | Categoría                               | Nominado               | Resultado |
| ---- | --------------------------------------- | ---------------------- | --------- |
| 2000 | Mejor película Animada                  | "Chicken Run"          | Nominado  |
| 2000 | Mejor dirección en una película Animada | Nick Park y Peter Lord | Nominado  |
| 2000 | Mejor guion en una película Animada     | Karey Kirkpatrick      | Nominado  |

Dallas-Fort Worth la Crítica de Cine
| Año  | Categoría              | Nominado               | Resultado |
| ---- | ---------------------- | ---------------------- | --------- |
| 2001 | Mejor Película Animada | Nick Park y Peter Lord | Ganador   |

Broadcast Film Critics
| Año  | Categoría              | Nominado               | Resultado |
| ---- | ---------------------- | ---------------------- | --------- |
| 2001 | Mejor Película Animada | Nick Park y Peter Lord | Ganador   |

Premios Imperio
| Año  | Categoría                 | Nominado               | Resultado |
| ---- | ------------------------- | ---------------------- | --------- |
| 2000 | Mejor Película Británica  | "Chicken Run"          | Nominado  |
| 2000 | Mejor dirección Británico | Nick Park y Peter Lord | Nominado  |
| 2000 | Mejor Debut               | Nick Park y Peter Lord | Nominado  |

Premios del Cine Europeo
| Año  | Categoría      | Nominado      | Resultado |
| ---- | -------------- | ------------- | --------- |
| 2000 | Mejor Película | "Chicken Run" | Nominado  |

Críticos de Cine de la Florida
| Año  | Categoría      | Nominado      | Resultado |
| ---- | -------------- | ------------- | --------- |
| 2000 | Mejor Película | "Chicken Run" | Ganador   |

Crítica de Cine de Kansas City
| Año  | Categoría              | Nominado               | Resultado |
| ---- | ---------------------- | ---------------------- | --------- |
| 2000 | Mejor Película Animada | Nick Park y Peter Lord | Ganador   |

Críticos de Cine de Las Vegas
| Año  | Categoría              | Nominado               | Resultado |
| ---- | ---------------------- | ---------------------- | --------- |
| 2000 | Mejor Película Animada | Nick Park y Peter Lord | Ganador   |

Críticos de Cine de Los Ángeles
| Año  | Categoría              | Nominado               | Resultado |
| ---- | ---------------------- | ---------------------- | --------- |
| 2000 | Mejor Película Animada | Nick Park y Peter Lord | Ganador   |

Junta Nacional de Revisión
| Año  | Categoría              | Nominado      | Resultado |
| ---- | ---------------------- | ------------- | --------- |
| 2000 | Mejor Película Animada | "Chicken Run" | Ganador   |

Críticos de Cine de Nueva York
| Año  | Categoría              | Nominado      | Resultado |
| ---- | ---------------------- | ------------- | --------- |
| 2000 | Mejor Película Animada | "Chicken Run" | Ganador   |

Phoenix Crítica de Cine
| Año  | Categoría               | Nominado                             | Resultado |
| ---- | ----------------------- | ------------------------------------ | --------- |
| 2000 | Mejor Película Animada  | "Chicken Run"                        | Ganador   |
| 2000 | Mejor Película Familiar | "Chicken Run"                        | Ganador   |
| 2000 | Mejor Banda Sonora      | Harry Gregson-Williams y John Powell | Nominado  |

Premios satélite
| Año  | Categoría               | Nominado      | Resultado |
| ---- | ----------------------- | ------------- | --------- |
| 2000 | Mejor Película Animada  | "Chicken Run" | Ganador   |
| 2000 | Mejor Edición de Sonido | "Chicken Run" | Nominado  |

Sureste de la Crítica de Cine
| Año  | Categoría      | Nominado      | Resultado |
| ---- | -------------- | ------------- | --------- |
| 2001 | Mejor Película | "Chicken Run" | Nominado  |

## Videojuego
Chicken Run es un juego de sigilo (apodado "Pollo Gear Solid") 3-D sobre la base de platino de la película. El juego es una parodia de la famosa película The Great Escape, que se basa en la Segunda Guerra Mundial.

## Secuela
Una secuela de la cinta fue oficialmente confirmada el 26 de abril de 2018, sin una fecha de estreno fija. Aardman Animations se reunirá con Pathé y StudioCanal, aunque, a diferencia de su predecesora, DreamWorks Animation no se involucrará dado el fin de su asociación en 2006. Sam Fell ha firmado para ser el director, con Paul Kewley como el productor. Los guionistas originales de Chicken Run Karey Kirkpatrick y John O'Farrell regresarán para escribir la secuela. Por otra parte, los cofundadores de Aardman Peter Lord y David Sproxton fungirán como los productores ejecutivos. El estreno está pautado para el 15 de diciembre de 2023 en Netflix. 